# Neivamyrmex gracilis
Neivamyrmex gracilis es una especie de hormiga guerrera del género Neivamyrmex, subfamilia Dorylinae. Esta especie fue descrita científicamente por Borgmeier en 1955.